# Controvérsia sobre a paternidade da teoria da relatividade
Albert Einstein apresentou as teorias da relatividade restrita ou especial e relatividade geral em publicações revolucionárias que não continham referências formais a literatura prévia, ou referindo somente um pequeno número de seus predecessores, dos quais usou resultados fundamentais sobre os quais baseou suas teorias, dando maior destaque à obra de Hendrik Lorentz para a relatividade restrita, e às obras de Carl Friedrich Gauss, Bernhard Riemann e Ernst Mach para a relatividade geral. Posteriormente foram postas reivindicações sobre ambas as teorias, afirmando terem elas sido formuladas, no todo ou em parte, por outros autores antes de Einstein. Questiona-se até que ponto Einstein e diversos outros investigadores devem ser creditados pela formulação destas teorias, com base em considerações de prioridade.
A história geral do desenvolvimento destas teorias, incluindo as contribuições de diversos outros investigadores, pode ser consultada em história da relatividade restrita ou especial e história da relatividade geral.

## Candidatos à paternidade
Concernente à relatividade restrita, os mais importantes nomes que são mencionados em discussões sobre a atribuição de crédito são Albert Einstein, Hendrik Lorentz, Henri Poincaré e Hermann Minkowski. É também dada consideração a numerosos outros cientistas pela antecipação de alguns aspectos da teoria ou por contribuições ao desenvolvimento ou elaboração da teoria. Estes incluem Woldemar Voigt, August Föppl, Joseph Larmor, Emil Cohn, Friedrich Hasenöhrl, Max Planck, Max von Laue, Gilbert Newton Lewis e Richard Chace Tolman, dentre outros. Adicionalmente, existe polêmica sobre alegadas contribuições tais como Olinto De Pretto, bem como a primeira mulher de Einstein, Mileva Marić, embora estas não sejam consideradas ter qualquer fundamentação por sérios pesquisadores.
Concernente à relatividade geral, existe controvérsia sobre a quantia de crédito que deve ser atribuída a Einstein, Marcel Grossmann e David Hilbert. Muitos outros (tais como Carl Friedrich Gauss, Bernhard Riemann, William Kingdon Clifford, Gregorio Ricci-Curbastro e Tullio Levi-Civita) contribuíram para o desenvolvimento das ferramentas matemáticas e ideias geométricas suportando a teoria. Também existe polêmica sobre alegadas contribuições de outros, como Paul Gerber.

## Fatos incontestáveis e conhecidos
Os seguintes fatos são incontestáveis e geralmente conhecidos:

### Relatividade restrita
- Em 1889, ([Poi89]), Henri Poincaré arguiu que o éter pode ser não-observável, caso no qual a existência do éter seria uma questão metafísica, e ele sugeriu que algum dia o conceito de éter seria posto de lado como sem serventia. Contudo, no mesmo livro (capítulo 10) considerou o éter uma "hipótese conveniente" e continuou a usar o conceito também em artigos posteriores em 1908 ([Poi08], livro 3) e 1912 ([Poi13], capítulo 6).
- Em 1895, Poincaré argumentou que experiências como a de Michelson-Morley mostram que parece ser impossível detectar o movimento absoluto da matéria ou o movimento relativo da matéria em relação ao éter. Em [Poi00] ele chamou isso de Princípio do Movimento Relativo, i.e.,que as leis de movimento deveriam ser as mesmas para todos os referenciais inerciais. Outros termos usados por Poincaré foram "relatividade do espaço" e "princípio da relatividade".[2] Em 1904, ele expandiu esse princípio, dizendo: "O princípio da relatividade, segundo o qual as leis de fenômenos físicos devem ser o mesmo para um observador estacionário ou para um que participa de um movimento uniforme de translação, de modo que não temos meios, e pode haver nenhum, para determinar se estamos ou não participando de tal movimento."  No entanto, ele também afirmou que não sabemos se esse princípio se tornará verdadeiro, mas que é interessante determinar o que o princípio implica.
- In [Poi00], Poincaré publicou um artigo no qual ele disse que a radiação poderia ser considerada como um fluido fictício com uma massa equivalente de {\displaystyle m_{r}=E/c^{2}}. Ele derivou essa interpretação da "teoria dos elétrons" de Lorentz, que incorporou a pressão de radiação de Maxwell.
- Poincaré havia descrito um procedimento de sincronização para relógios em repouso um em relação ao outro [Poi00] e de novo em [Poi04]. Portanto, dois eventos, que são simultâneos em um quadro de referência, não são simultâneos em outro quadro. É muito semelhante ao proposto mais tarde por Einstein.[3]  No entanto, Poincaré distinguiu entre o tempo "local" ou "aparente" dos relógios móveis e o tempo "verdadeiro" dos relógios de repouso no éter.
- O artigo de Lorentz' [Lor04] contendo as transformações com seu nome apareceu em 1904.
- Albert Einstein em [Ein05c] derivou as equações de Lorentz usando o princípio da constância da velocidade da luz e o princípio da relatividade. Ele foi o primeiro a argumentar que esses princípios (juntamente com algumas outras suposições básicas sobre a homogeneidade e isotropia do espaço, geralmente tomadas como garantidas pelos teóricos) são suficientes para derivar a teoria. Veja Postulates of special relativity. Ele diz: "A introdução de um éter luminífero será supérflua na medida em que a vista aqui a ser desenvolvida não exigirá um espaço absolutamente estacionário dotado de propriedades especiais, nem atribuirá um vetor de velocidade a um ponto do espaço vazio no qual os processos eletromagnéticos tomam lugar".
- O artigo de Einstein "Elektrodynamik " [Ein05c] não contém referências formais a outra literatura (cabe mencionar aqui, que para a época isso era absolutamente comum). Menciona, em §9, na parte II, que os resultados do trabalho estão de acordo com a eletrodinâmica de Lorentz. Poincaré não é mencionado neste artigo, embora ele seja citado formalmente em um artigo sobre a relatividade especial escrito por Einstein no ano seguinte.
- Em 1905 Einstein foi o primeiro a sugerir que quando um corpo material perdia energia (radiação ou calor) de quantidade {\displaystyle \Delta E},sua massa diminui na quantidade {\displaystyle \Delta E/c^{2}}.[4]
- Hermann Minkowski mostrou em 1907 que a teoria da relatividade especial poderia ser elegantemente descrita usando um espaço-tempo de quatro dimensões, que combina a dimensão do tempo com as três dimensões do espaço.